# Чемпіонат Європи з боротьби 2011
Чемпіонат Європи з боротьби 2011 року проходив з 29 березня по 3 квітня в німецькому місті Дортмунді. Під час змагань розіграно 21 комплект нагород. У медальному командному заліку перемогу здобули спортсмени збірної Росії, які завоювали 6 золотих, 2 срібні та 5 бронзових медалей.

## Медалі
(Жирним виділено найбільшу кількість медалей у своїй категорії, країна-господар також виділена) 
| Місце | Країна          | Золото | Срібло | Бронза | Загалом |
| ----- | --------------- | ------ | ------ | ------ | ------- |
| 1     | Росія           | 6      | 2      | 5      | 13      |
| 2     | Азербайджан     | 6      | 0      | 8      | 14      |
| 3     | Україна         | 4      | 3      | 3      | 10      |
| 4     | Білорусь        | 1      | 2      | 3      | 6       |
| 5     | Вірменія        | 1      | 2      | 2      | 5       |
| 6     | Грузія          | 1      | 2      | 1      | 4       |
| 7     | Туреччина       | 1      | 1      | 1      | 3       |
| 8     | Швеція          | 1      | 0      | 0      | 1       |
| 9     | Болгарія        | 0      | 3      | 4      | 7       |
| 10    | Угорщина        | 0      | 2      | 3      | 5       |
| 11    | Румунія         | 0      | 2      | 2      | 4       |
| 12    | Молдова         | 0      | 1      | 2      | 3       |
| 12    | Албанія         | 0      | 1      | 0      | 1       |
| 14    | Польща          | 0      | 0      | 3      | 3       |
| 15    | Німеччина       | 0      | 0      | 2      | 2       |
| 16    | Велика Британія | 0      | 0      | 1      | 1       |
| 16    | Сербія          | 0      | 0      | 1      | 1       |
| 16    | Франція         | 0      | 0      | 1      | 1       |
| Всего | Всего           | 21     | 21     | 42     | 84      |

## Рейтинг команд
| Місце | Вільна боротьба | Вільна боротьба | Греко-римська боротьба | Греко-римська боротьба | Жінки       | Жінки |
| Місце | Команда         | Очки            | Команда                | Очки                   | Команда     | Очки  |
| ----- | --------------- | --------------- | ---------------------- | ---------------------- | ----------- | ----- |
| 1     | Росія           | 59              | Росія                  | 44                     | Україна     | 59    |
| 2     | Азербайджан     | 50              | Азербайджан            | 42                     | Азербайджан | 43    |
| 3     | Грузія          | 40              | Вірменія               | 41                     | Румунія     | 32    |
| 4     | Білорусь        | 29              | Угорщина               | 34                     | Росія       | 31    |
| 5     | Туреччина       | 27              | Болгарія               | 31                     | Польща      | 29    |
| 6     | Болгарія        | 27              | Туреччина              | 30                     | Білорусь    | 27    |
| 7     | Угорщина        | 23              | Білорусь               | 23                     | Німеччина   | 23    |
| 8     | Німеччина       | 22              | Грузія                 | 20                     | Латвія      | 22    |
| 9     | Україна         | 20              | Україна                | 19                     | Болгарія    | 19    |
| 10    | Румунія         | 18              | Румунія                | 13                     | Франція     | 18    |

## Медалісти

### Вільна боротьба
| Вага      | Золото                       | Срібло                       | Бронза                            |
| до 55 кг  | Джамал Отарсултанов Росія    | Владімер Хінчегашвілі Грузія | Владислав Андрєєв Білорусь        |
| до 55 кг  | Джамал Отарсултанов Росія    | Владімер Хінчегашвілі Грузія | Махмуд Магомедов Азербайджан      |
| до 60 кг  | Опан Сат Росія               | Сагіт Призрені Албанія       | Анатолій Гуйдя Болгарія           |
| до 60 кг  | Опан Сат Росія               | Сагіт Призрені Албанія       | Василь Федоришин Україна          |
| до 66 кг  | Джабраїл Гасанов Азербайджан | Леонід Базан Болгарія        | Адам Батіров Росія                |
| до 66 кг  | Джабраїл Гасанов Азербайджан | Леонід Базан Болгарія        | Саба Араш Джавад Болагі Німеччина |
| до 74 кг  | Денис Царгуш Росія           | Муса Муртазалієв Вірменія    | Хатош Габор Угорщина              |
| до 74 кг  | Денис Царгуш Росія           | Муса Муртазалієв Вірменія    | Давид Хуцишвілі Грузія            |
| до 84 кг  | Анзор Урішев Росія           | Дато Марсагішвілі Грузія     | Шаріф Шаріфов Азербайджан         |
| до 84 кг  | Анзор Урішев Росія           | Дато Марсагішвілі Грузія     | Георгіца Штефан Румунія           |
| до 96 кг  | Хетаг Газюмов Азербайджан    | Владислав Байцаєв Росія      | Павло Олійник Україна             |
| до 96 кг  | Хетаг Газюмов Азербайджан    | Владислав Байцаєв Росія      | Микола Чебан Молдова              |
| до 120 кг | Фатіх Чакіроглу Туреччина    | Олексій Шемаров Білорусь     | Лігеті Даніель Угорщина           |
| до 120 кг | Фатіх Чакіроглу Туреччина    | Олексій Шемаров Білорусь     | Джамаладдін Магомедов Азербайджан |

### Греко-Римська боротьба
| Вага      | Золото                      | Срібло                   | Бронза                       |
| до 55 кг  | Роман Амоян Вірменія        | В'югар Рагімов Україна   | Ельбек Тажіев Білорусь       |
| до 55 кг  | Роман Амоян Вірменія        | В'югар Рагімов Україна   | Ельденіз Азізлі Азербайджан  |
| до 60 кг  | Реваз Лашхі Грузія          | Іво Ангелов Болгарія     | Мустафа Саглам Туреччина     |
| до 60 кг  | Реваз Лашхі Грузія          | Іво Ангелов Болгарія     | Гасан Алієв Азербайджан      |
| до 66 кг  | Амбако Вачадзе Росія        | Лорінц Тамаш Угорщина    | Віталій Рагімов Азербайджан  |
| до 66 кг  | Амбако Вачадзе Росія        | Лорінц Тамаш Угорщина    | Александар Максимович Сербія |
| до 74 кг  | Рафік Гусейнов Азербайджан  | Бачі Петер Угорщина      | Роман Власов Росія           |
| до 74 кг  | Рафік Гусейнов Азербайджан  | Бачі Петер Угорщина      | Крістоф Гено Франція         |
| до 84 кг  | Василь Рачиба Україна       | Алан Хугаєв Росія        | Артур Шагінян Вірменія       |
| до 84 кг  | Василь Рачиба Україна       | Алан Хугаєв Росія        | Христо Маринов Болгарія      |
| до 96 кг  | Тимофій Дейниченко Білорусь | Артур Алексанян Вірменія | Шалва Гадабадзе Азербайджан  |
| до 96 кг  | Тимофій Дейниченко Білорусь | Артур Алексанян Вірменія | Еліс Гурі Болгарія           |
| до 120 кг | Хасан Бароєв Росія          | Риза Каяалп Туреччина    | Юрій Патрикеєв Вірменія      |
| до 120 кг | Хасан Бароєв Росія          | Риза Каяалп Туреччина    | Міхай Дік-Бардош Угорщина    |

### Жіноча боротьба
| Вага     | Золото                       | Срібло                       | Бронза                         |
| до 48 кг | Марія Стадник Азербайджан    | Христина Дарануца Україна    | Івона Матковська Польща        |
| до 48 кг | Марія Стадник Азербайджан    | Христина Дарануца Україна    | Христина Кройтору Румунія      |
| до 51 кг | Юлія Благиня Україна         | Естера Добре Румунія         | Наталія Буду Молдова           |
| до 51 кг | Юлія Благиня Україна         | Естера Добре Румунія         | Катерина Краснова Росія        |
| до 55 кг | Іда-Тереза Нерелл Швеція     | Людмила Кристя Молдова       | Марія Гурова Росія             |
| до 55 кг | Іда-Тереза Нерелл Швеція     | Людмила Кристя Молдова       | Катажина Кравчик Польща        |
| до 59 кг | Юлія Раткевич Азербайджан    | Георгіана Паїк Румунія       | Ольга Буткевич Велика Британія |
| до 59 кг | Юлія Раткевич Азербайджан    | Георгіана Паїк Румунія       | Ганна Василенко Україна        |
| до 63 кг | Юлія Остапчук Україна        | Тайбе Юсейн Болгарія         | Інна Тражукова Росія           |
| до 63 кг | Юлія Остапчук Україна        | Тайбе Юсейн Болгарія         | Олеся Замула Азербайджан       |
| до 67 кг | Надія Семенцова Азербайджан  | Аліна Стадник-Махиня Україна | Івонн Енгліх Німеччина         |
| до 67 кг | Надія Семенцова Азербайджан  | Аліна Стадник-Махиня Україна | Жанна Савен Білорусь           |
| до 72 кг | Катерина Бурмістрова Україна | Василіса Марзілюк Білорусь   | Станка Златева Болгарія        |
| до 72 кг | Катерина Бурмістрова Україна | Василіса Марзілюк Білорусь   | Агнєшка Вєщек Польща           |

## посилання
- Офіційний сайт чемпіонату (англ.)
- Результати на сайті федерації спортивної боротьби Росії [Архівовано 29 грудня 2011 у Wayback Machine.] (рос.)